# Ненчо Панчев
Ненчо Младенов Панчев е български строителен инженер.

## Биография
Панчев е роден около 1893 – 1895 година в главния град на Македония, Солун, тогава в Османската империя, днес в Гърция, в семейството на учителя Младен Панчев. Завършва университета в Болоня в 1925 година. Работи като инженер в Отделението по постройките при Главна дирекция на железниците и пристанищата. Става главен инспектор на Отделението за водите при министерството на земеделието и държавните имоти. Член е на Българското инженерно-архитектурно дружество от 1928 година. Пише в списанието на дружеството за напояването и отводняването на земеделските земи.